# Ceferino Gimenéz Malla
Blahoslavený Ceferino Gimenéz Malla, též Zefyrin (26. srpna 1861, Fraga – 2. srpna 1936, Barbastro) byl španělský Rom (gitano), františkánský terciář a katecheta, mučedník španělské občanské války. Katolická církev ho uctívá jako blahoslaveného (4. května 1997 papežem sv. Janem Pavlem II.) a je pokládán za patrona Romů. Jeho svátek se slaví 4. května, v den výročí jeho beatifikace. Je prvním cikánským blahoslaveným.

## Život
Narodil se ve městě Fraga v Katalánsku, jeho otec byl obchodník s dobytkem. Tomuto řemeslu se věnoval i Ceferino a po čtyřicet let žil kočovnickým životem. V roce 1912 se oženil s ženou jménem Teresa, se kterou žil již od mládí, koupil si dům a usadil se ve městě Barbastro, odkud pocházel také zakladatel Opus Dei sv. Josemaría Escrivá. Ceferino a Teresa neměli děti, adoptovali proto Teresinu neteř Pepitu. Ceferino byl negramotný, měl ale poměrně rozsáhlé znalosti katolického náboženství, po smrti své ženy v roce 1922 proto začal působit jako katecheta. V roce 1926 se stal františkánským terciářem.
Za španělské občanské války byl zatčen a popraven, protože se pokusil ochránit katolického kněze před komunistickými vojáky a po zatčení se odmítl vzdát svého růžence. Byl zastřelen a pohřben do hromadného hrobu.

## Zajímavost
Tomuto blahoslavenému je v Česku zasvěcena kaple v malé vsi Sýrovice (části města Podbořany) v okrese Louny.